# Ikla

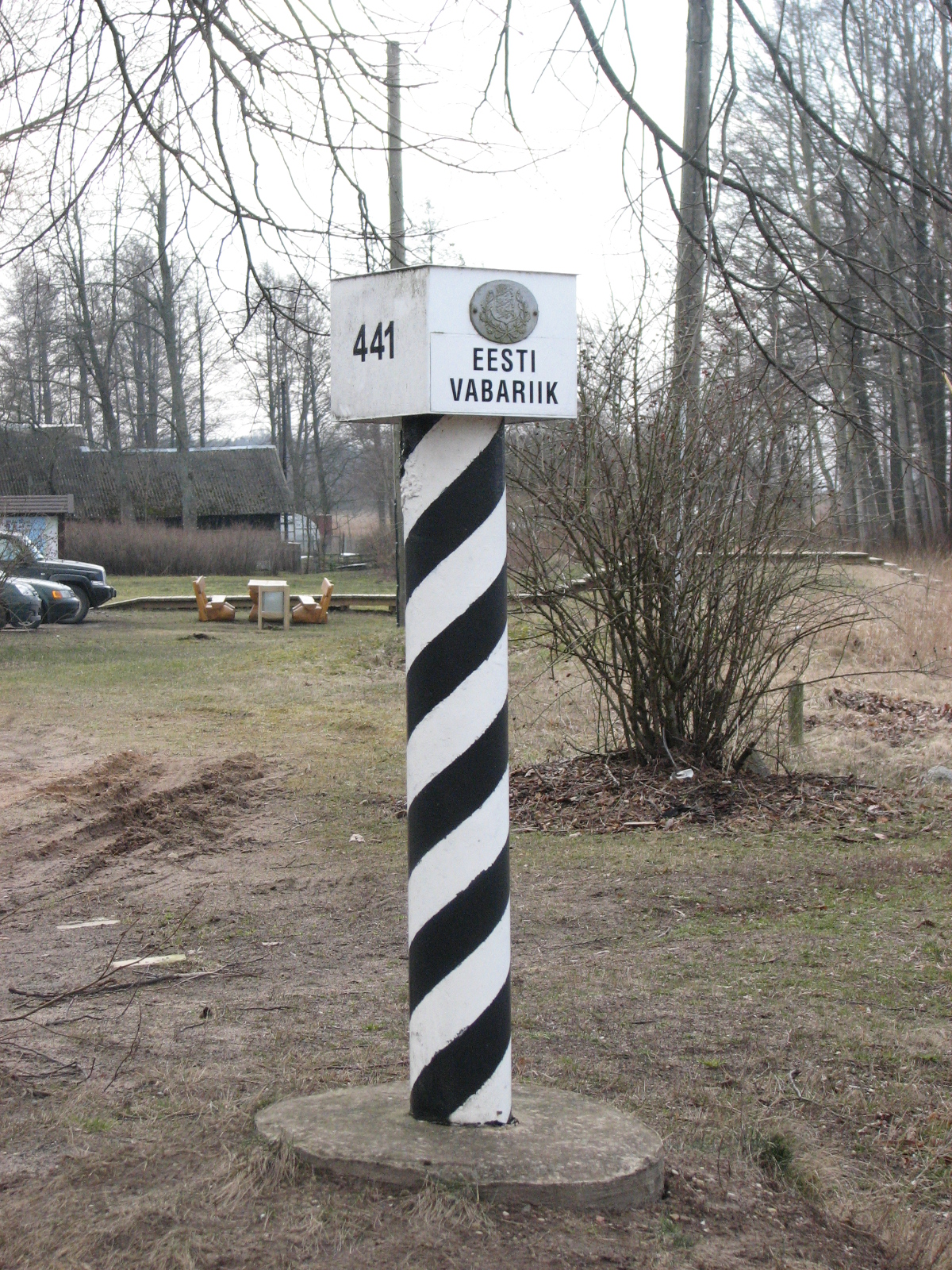
Estnischer Grenzpfosten bei Ikla

Ikla (deutsch Ikel) ist ein Dorf (estnisch küla) in der Landgemeinde Häädemeeste (Häädemeeste vald) im  estnischen Landkreis Pärnumaa.

## Lage, Beschreibung, Geschichte
Ikla hat 178 Einwohner (Stand 1. Januar 2010). Das Dorf liegt 56 Kilometer südwestlich von Pärnu.
Die Häuser von Ikla befinden sich wenige Meter von der Ostsee mit ihren Sandstränden entfernt.
Das Dorf wurde erstmals 1624 urkundlich erwähnt. Der Name Ikla leitet sich vermutlich vom Namen des deutschbaltischen Adelsgeschlechts Uexküll ab.
Ikla liegt an der Via Baltica. Südlich des Dorfkerns befindet sich der estnisch-lettische Grenzübergang Ikla/Ainaži. Die Grenzstation auf lettischer Seite befindet sich in Ainaži (estnisch Heinaste, deutsch Haynasch). Seit dem Beitritt beider Staaten zum Schengen-Raum am 21. Dezember 2007 finden dort keine Pass- und Grenzkontrollen mehr statt. Die Zollkontrollen wurden bereits mit dem EU-Beitritt am 1. Mai 2004 eingestellt.